# ポーランドとリトアニアのヘトマン一覧
ポーランドとリトアニアのヘトマン一覧は、ポーランド王国（王冠領）とリトアニア大公国、そして1569年に成立した両者の連合体であるポーランド・リトアニア共和国において、国王に次ぐ最高軍司令官の職である。ヘトマンの称号は1505年にポーランド王国で創設された。ヘトマンの称号は1581年までは戦時のみ軍司令官に与えられていたが、その後は終身の称号となった。1585年以後、ヘトマンの称号はそれを帯びている者の国家反逆行為が証明されない限り、剥奪されないことが取り決められた。

## 大ヘトマンと野戦ヘトマン
16世紀末より、王冠領とリトアニア大公国には2人のヘトマンが置かれていた。大ヘトマンと野戦ヘトマンである。他国での大元帥と元帥に近い概念で、しばしばそのように翻訳や説明がなされる。つまりヘトマンには王冠領大ヘトマン（Hetman wielki koronny）、王冠領野戦ヘトマン（Hetman polny koronny）、リトアニア大ヘトマン（Hetman wielki litewski）、リトアニア野戦ヘトマン（Hetman polny litewski）の4つのポストが存在した。王冠領とリトアニア大公国の両軍で共同の軍事作戦を実行するときは、たいてい王冠領大ヘトマンが最高司令官であるとされた。
大ヘトマンは通常、戦時は常備軍と召集軍を統率し、平常時は首都に留まって国政に関与し、軍隊の利益を守り、遠征の計画を練る。
ポーランドの王冠領野戦ヘトマンは王冠領大ヘトマンの部下であり、大ヘトマンと同じ戦場にいるときは傭兵軍と砲兵隊を統率する。平常時はたいてい共和国南東部の国境地帯に駐在し、地元の軍勢を率いて恒常的に続くオスマン帝国およびその属国との小競り合いや国境侵犯に対処している。こうした仕事は、ヘトマンの称号が導入される前に存在していた国境守備隊の司令官の職務を引き継いだものである。
リトアニア野戦ヘトマンはかつて「宮廷の司令官」と呼ばれていた職の後身で、この司令官職はリトアニア大公の近衛兵の司令官であった。他方、リトアニアには「国家の司令官」が存在して私兵軍を統率していた。しかし両者の区別は失われていき、前者は「野戦ヘトマン」、後者は「大ヘトマン」改称された。ポーランドの場合と違い、リトアニア野戦ヘトマンはリトアニア全軍の全面的な指揮権を持ち、リトアニア大ヘトマンに従属する存在ではない。

## 王冠領のヘトマン
| 王冠領大ヘトマン | 王冠領大ヘトマン | 王冠領大ヘトマン                         |
| 就任             | 退任             |                                          |
| ---------------- | ---------------- | ---------------------------------------- |
| 1503年           | 1515年           | ミコワイ・カミェニェツキ                 |
| 1515年           | 1526年           | ミコワイ・フィルレイ                     |
| 1526年           | 1527年           | 空席                                     |
| 1527年           | 1561年           | ヤン・タルノフスキ                       |
| 1561年           | 1569年           | ミコワイ・シェニャフスキ                 |
| 1569年           | 1575年           | イェジ・ヤズウォヴィエツキ               |
| 1579年           | 1580年           | ミコワイ・ミェレツキ                     |
| 1581年           | 1605年           | ヤン・ザモイスキ                         |
| 1605年           | 1613年           | 空席                                     |
| 1613年           | 1620年           | スタニスワフ・ジュウキェフスキ           |
| 1620年           | 1632年           | 空席                                     |
| 1632年           | 1646年           | スタニスワフ・コニェツポルスキ           |
| 1646年           | 1651年           | ミコワイ・ポトツキ                       |
| 1651年           | 1654年           | 空席                                     |
| 1654年           | 1667年           | スタニスワフ・レヴェラ・ポトツキ         |
| 1668年           | 1674年           | ヤン・ソビェスキ                         |
| 1674年           | 1676年           | 空席                                     |
| 1676年           | 1682年           | ディミトル・イェジ・ヴィシニョヴィエツキ |
| 1682年           | 1683年           | 空席                                     |
| 1683年           | 1702年           | スタニスワフ・ヤン・ヤブウォノフスキ     |
| 1702年           | 1702年           | フェリクス・カジミェシュ・ポトツキ       |
| 1702年           | 1706年           | ヒェロニム・アウグスティン・ルボミルスキ |
| 1706年           | 1726年           | アダム・ミコワイ・シェニャフスキ         |
| 1726年           | 1728年           | スタニスワフ・マテウシュ・ジェヴスキ     |
| 1728年           | 1735年           | 空席                                     |
| 1735年           | 1751年           | ユゼフ・ポトツキ                         |
| 1751年           | 1752年           | 空席                                     |
| 1752年           | 1771年           | ヤン・クレメンス・ブラニツキ             |
| 1773年           | 1773年           | ヴァツワフ・ピョトル・ジェヴスキ         |
| 1774年           | 1793年           | フランチシェク・クサヴェリ・ブラニツキ   |
| 1793年           | 1794年           | ピョトル・オジャロフスキ                 |

| 王冠領野戦ヘトマン | 王冠領野戦ヘトマン | 王冠領野戦ヘトマン                       |
| 就任               | 退任               |                                          |
| ------------------ | ------------------ | ---------------------------------------- |
| 1492年             | 1499年             | スタニスワフ・ホデツキ                   |
| 1499年             | 1501年             | ピョトル・ムィシュコフスキ               |
| 1501年             | 1505年             | スタニスワフ・ホデツキ                   |
| 1505年             | 1509年             | ヤン・カミェニェツキ                     |
| 1509年             | 1520年             | ヤン・トフォルスキ                       |
| 1520年             | 1528年             | マルチン・カミェニェツキ                 |
| 1529年             | 1539年             | ヤン・コーワ                             |
| 1539年             | 1561年             | ミコワイ・シェニャフスキ                 |
| 1561年             | 1569年             | 空席                                     |
| 1569年             | 1575年             | イェジ・ヤズウォヴィエツキ               |
| 1575年             | 1584年             | ミコワイ・シェニャフスキ                 |
| 1584年             | 1588年             | 空席                                     |
| 1588年             | 1613年             | スタニスワフ・ジュウキェフスキ           |
| 1613年             | 1618年             | 空席                                     |
| 1618年             | 1632年             | スタニスワフ・コニェツポルスキ           |
| 1632年             | 1633年             | 空席                                     |
| 1633年             | 1636年             | マルチン・カリノフスキ                   |
| 1636年             | 1637年             | 空席                                     |
| 1637年             | 1646年             | ミコワイ・ポトツキ                       |
| 1646年             | 1652年             | マルチン・カザノフスキ                   |
| 1652年             | 1654年             | スタニスワフ・レヴェラ・ポトツキ         |
| 1654年             | 1657年             | スタニスワフ・ランツコロニスキ           |
| 1657年             | 1664年             | イェジ・セバスティアン・ルボミルスキ     |
| 1664年             | 1665年             | ステファン・チャルニェツキ               |
| 1665年             | 1666年             | 空席                                     |
| 1666年             | 1667年             | ヤン・ソビェスキ                         |
| 1667年             | 1676年             | ディミトル・イェジ・ヴィシニョヴィエツキ |
| 1682年             | 1683年             | スタニスワフ・ヤン・ヤブウォノフスキ     |
| 1682年             | 1683年             | ミコワイ・ヒェロニム・シェニャフスキ     |
| 1684年             | 1691年             | アンジェイ・ポトツキ                     |
| 1691年             | 1692年             | 空席                                     |
| 1692年             | 1702年             | フェリクス・カジミェシュ・ポトツキ       |
| 1702年             | 1702年             | ヒェロニム・アウグスティン・ルボミルスキ |
| 1702年             | 1706年             | アダム・ミコワイ・シェニャフスキ         |
| 1706年             | 1726年             | スタニスワフ・マテウシュ・ジェヴスキ     |
| 1726年             | 1728年             | スタニスワフ・ホメントフスキ             |
| 1728年             | 1736年             | 空席                                     |
| 1736年             | 1752年             | ヤン・クレメンス・ブラニツキ             |
| 1752年             | 1773年             | ヴァツワフ・ピョトル・ジェヴスキ         |
| 1774年             | 1774年             | フランチシェク・クサヴェリ・ブラニツキ   |
| 1774年             | 1794年             | セヴェリン・ジェヴスキ                   |

## リトアニアのヘトマン
| リトアニア大ヘトマン | リトアニア大ヘトマン | リトアニア大ヘトマン                             |
| 就任                 | 退任                 |                                                  |
| -------------------- | -------------------- | ------------------------------------------------ |
| 1497年               | 1500年               | コスチャンチン・イヴァノヴィチ・オストロジクィイ |
| 1500年               | 1501年               | セメーン・ユーリエヴィチ・ハリシャンスキ         |
| 1501年               | 1502年               | スタニスロヴァス・ケンスガイラ                   |
| 1503年               | 1507年               | スタニスワフ・キシュカ                           |
| 1507年               | 1530年               | コスチャンチン・イヴァノヴィチ・オストロジクィイ |
| 1530年               | 1531年               | 空席                                             |
| 1531年               | 1541年               | ユルギス・ラドヴィラ                             |
| 1541年               | 1553年               | 空席                                             |
| 1553年               | 1566年               | ミカロユス・ラドヴィラ・ヨーダシス               |
| 1566年               | 1572年               | グジェゴシュ・ホトキェヴィチ                     |
| 1572年               | 1576年               | 空席                                             |
| 1576年               | 1584年               | ミコワイ・ラジヴィウ・ルディ                     |
| 1584年               | 1589年               | 空席                                             |
| 1589年               | 1603年               | クシシュトフ・ラジヴィウ・ピョルン               |
| 1605年               | 1621年               | ヤン・カロル・ホトキェヴィチ                     |
| 1621年               | 1625年               | 空席                                             |
| 1625年               | 1633年               | レフ・サピェハ                                   |
| 1633年               | 1635年               | 空席                                             |
| 1535年               | 1640年               | クシシュトフ・ラジヴィウ                         |
| 1640年               | 1646年               | 空席                                             |
| 1646年               | 1654年               | ヤヌシュ・キシュカ                               |
| 1654年               | 1655年               | ヤヌシュ・ラジヴィウ                             |
| 1656年               | 1665年               | ヤン・パヴェウ・サピェハ                         |
| 1665年               | 1667年               | 空席                                             |
| 1667年               | 1682年               | ミハウ・カジミェシュ・パツ                       |
| 1682年               | 1703年               | 空席                                             |
| 1703年               | 1707年               | ミハウ・セルヴァツィ・ヴィシニョヴィエツキ       |
| 1707年               | 1708年               | カジミェシュ・ヤン・サピェハ                     |
| 1708年               | 1709年               | ヤン・サピェハ                                   |
| 1709年               | 1709年               | グジェゴシュ・アントニ・オギンスキ               |
| 1709年               | 1730年               | ルドヴィク・コンスタンティ・ポチェイ             |
| 1730年               | 1735年               | 空席                                             |
| 1735年               | 1744年               | ミハウ・セルヴァツィ・ヴィシニョヴィエツキ       |
| 1744年               | 1762年               | ミハウ・カジミェシュ・ラジヴィウ・ルィベンコ     |
| 1762年               | 1768年               | ミハウ・ユゼフ・マッサルスキ                     |
| 1768年               | 1793年               | ミハウ・カジミェシュ・オギンスキ                 |
| 1793年               | 1794年               | シモン・マルチン・コッサコフスキ                 |

| リトアニア野戦ヘトマン | リトアニア野戦ヘトマン | リトアニア野戦ヘトマン                       |
| 就任                   | 退任                   |                                              |
| ---------------------- | ---------------------- | -------------------------------------------- |
| 1521年                 | 1531年                 | ユルギス・ラドヴィラ                         |
| 1531年                 | 1536年                 | 空席                                         |
| 1536年                 | 1541年                 | アンジェイ・ニェミロヴィチ                   |
| 1541年                 | 1561年                 | 空席                                         |
| 1561年                 | 1566年                 | グジェゴシュ・ホトキェヴィチ                 |
| 1566年                 | 1567年                 | 空席                                         |
| 1567年                 | 1571年                 | ロマン・サングシュコ                         |
| 1571年                 | 1572年                 | 空席                                         |
| 1572年                 | 1589年                 | クシシュトフ・ラジヴィウ・ピョルン           |
| 1589年                 | 1600年                 | 空席                                         |
| 1600年                 | 1605年                 | ヤン・カロル・ホトキェヴィチ                 |
| 1605年                 | 1615年                 | 空席                                         |
| 1615年                 | 1635年                 | クシシュトフ・ラジヴィウ                     |
| 1635年                 | 1646年                 | ヤヌシュ・キシュカ                           |
| 1646年                 | 1654年                 | ヤヌシュ・ラジヴィウ                         |
| 1654年                 | 1662年                 | ヴィンツェンティ・コルヴィン・ゴシェフスキ   |
| 1663年                 | 1667年                 | ミハウ・カジミェシュ・パツ                   |
| 1667年                 | 1668年                 | ヴワディスワフ・ヴォウォヴィチ               |
| 1668年                 | 1680年                 | ミハウ・カジミェシュ・ラジヴィウ             |
| 1680年                 | 1682年                 | カジミェシュ・ヤン・ラジヴィウ               |
| 1682年                 | 1684年                 | ヤン・サムエロヴィチ・オギンスキ             |
| 1684年                 | 1685年                 | 空席                                         |
| 1685年                 | 1701年                 | ユゼフ・ボグスワフ・スウシュカ               |
| 1702年                 | 1703年                 | ミハウ・セルヴァツィ・ヴィシニョヴィエツキ   |
| 1703年                 | 1709年                 | グジェゴシュ・アントニ・オギンスキ           |
| 1707年                 | 1709年                 | ミハウ・セルヴァツィ・ヴィシニョヴィエツキ   |
| 1709年                 | 1709年                 | ルドヴィク・コンスタンティ・ポチェイ         |
| 1709年                 | 1728年                 | スタニスワフ・エルネスト・デンホフ           |
| 1728年                 | 1735年                 | 空席                                         |
| 1735年                 | 1744年                 | ミハウ・カジミェシュ・ラジヴィウ・ルィベンコ |
| 1744年                 | 1762年                 | ミハウ・ユゼフ・マッサルスキ                 |
| 1762年                 | 1775年                 | アレクサンデル・ミハウ・サピェハ             |
| 1775年                 | 1780年                 | ユゼフ・ソスノフスキ                         |
| 1780年                 | 1791年                 | ルドヴィク・ティシュキェヴィチ               |
| 1791年                 | 1792年                 | 空席                                         |
| 1792年                 | 1793年                 | シモン・マルチン・コッサコフスキ             |
| 1793年                 | 1794年                 | ユゼフ・ザビェウォ                           |